# Siphocampylus venosus
Siphocampylus venosus är en klockväxtart som beskrevs av Henry Allan Gleason. Siphocampylus venosus ingår i släktet Siphocampylus och familjen klockväxter.
Artens utbredningsområde är Colombia. Inga underarter finns listade i Catalogue of Life.